# Marita Bonner
Marita Bonner née la 16 juin 1899 à  Boston (Massachusetts) et morte le 6 décembre 1971 à Chicago (Illinois), également connue sous le nom Marieta Bonner, est une écrivaine américaine, essayiste et autrice dramatique devenue une des figures éminentes du mouvement culturel dit de la Renaissance de Harlem. 
Elle est aussi connue sous les noms de Marita Occomy, Marita Odette Bonner, Marita Odette Bonner Occomy, Marita Bonner Occomy et Joseph Maree Andrew. 

## Jeunesse et formation
Marita Bonner est la fille de Joseph et Anne Noel Bonner. La famille vit avec ses quatre enfants, dont Marita, dans une communauté bourgeoise du Massachusetts. Elle suit ses études secondaires à la Brookline High School (en), où elle contribue au magazine de l'école The Sagamor. Elle excelle en allemand et c'est une pianiste talentueuse. En 1918,  ses études secondaires finies, elle est acceptée Radcliffe College et se spécialise en littérature anglaise et en littérature comparée, tout en continuant à étudier l'allemand et la composition musicale. Elle doit faire l'aller-retour entre son domicile et le campus comme de nombreux étudiants afro-américains qui se voient refuser l'hébergement dans les résidences pour étudiants,,,. Elle participe à de nombreux clubs de musique et remporte deux fois le concours de chansons Radcliffe. Elle est acceptée dans un cours de création littéraire ouvert à 16 étudiants, où son professeur, Charles Townsend Copeland (en), l'encourage à ne pas écrire avec un style bitter, un qualificatif souvent utilisé pour les auteurs de couleur. En plus de ses études, elle enseigne dans un établissement d'enseignement secondaire de Cambridge, Massachusetts.
Le 29 décembre 1921, avec 15 autres femmes, elle participe à la création du chapitre Iota de la sororité universitaire afro-américaine Delta Sigma Theta pour l'aire de la Nouvelle Angleterre.
En 1922 elle obtient son Bachelor of Arts (licence).
Après avoir terminé ses études universitaires en 1922, elle commence à enseigner au Bluefield Colored Institute (devenu depuis 1947 le Bluefield State College (en))  en Virginie-Occidentale, un établissement universitaire pour les étudiants afro-américains. Deux ans plus tard, en 1924, elle accepte un poste à la Friendship Armstrong Academy (en), un établissement d'enseignement secondaire de Washington (district de columbia), jusqu'en 1930, période pendant laquelle sa mère et son père meurent subitement. Pendant son séjour à Washington, Bonner se lie avec le poète, dramaturge et compositeur Georgia Douglas Johnson. Le « salon S Street » de Johnson est un lieu de rencontre important pour de nombreux écrivains et artistes impliqués dans la nouvelle renaissance noire.

## Carrière
Tout au long de sa vie, Bonner écrit de nombreuses nouvelles, essais et pièces de théâtre, et collabore souvent à The Crisis (le magazine de l'Association nationale pour l'avancement des personnes de couleur) et Opportunity (publication officielle de la National Urban League) entre 1925 et 1940. Après la mort de ses parents, elle écrit son premier essai, « On Being Young – A Woman – And Colored » (décembre 1925), qui met en évidence les limites imposées aux noirs américains, en particulier aux femmes noires, à New York (à cette époque), qui manquent « d'un accès à une mobilité totale New Negro ». Elle aborde la ségrégation résidentielle et les contraintes sociales auxquelles elle a été confrontée en tant que femme vivant dans le « ghetto noir », une communauté où les noirs américains sont « mis de côté dans un endroit à cause de leur couleur ». Elle gagne le concours inaugural d'essai parrainé par The Crisis (dont la rédactrice littéraire est à l'époque Jessie Redmon Fauset). Cet essai encourage les femmes noires à déjouer les situations pénalisantes plutôt que de s'attarder sur leurs problèmes,.
Bonner écrit également de nombreuses nouvelles entre 1925 et 1927, dont « The Prison-Bound », « Nothing New », « One Boy's Story » et « Drab Rambles ». Ses nouvelles explorent un univers multiculturel rempli de gens attirés par les promesses de la vie urbaine.
Elle écrit trois pièces - The Pot Maker (1927), The Purple Flower - A Play (1928) et Exit, an Illusion (1929) - la plus célèbre étant The Purple Flower, qui dépeint la libération du Noir. De nombreux travaux ultérieurs de Bonner, tels que Light in Dark Places, traitent de la pauvreté, du mal logement, de la discrimination des couleurs de peau dans les communautés noires et de l'influence de l'environnement urbain sur ces communautés. Bonner est l'une des nombreuses écrivaines afro-américaines, souvent méconnues de la Renaissance de Harlem. Selon Jennifer M. Wilks, elle fait partie des auteures qui résistent aux tendances universalistes et essentialistes et préfèrent se concentrer sur les femmes atypiques, plutôt que sur un archétype, comme le New Negro, que l'on peut trouver dans ses premières œuvres,. Bonner évoque régulièrement la pauvreté, les relations familiales, la vie urbaine, le colorisme, le féminisme et le racisme dans ses œuvres. Elle écrit souvent sur les communautés multiethniques, comme dans « Nothing New ». Bonner est totalement opposée à une généralisation de l'expérience des Afro-Américains. et elle écrit sur leurs expériences individuelles dans ses nouvelles et ses pièces. On se souvient ainsi d'elle comme d'une documentariste de la vie urbaine multiculturelle.
Bonner écrit parfois sous le pseudonyme de Joseph Maree Andrew, comme dans « One Boy's Story », un petit roman d'apprentissage qui narre la vie d'un jeune garçon noir vivant dans une ville blanche. Bonner adopte peut-être ce pseudonyme en réaction à la mort prématurée de ses parents, à savoir son père, Joseph, qui a financé sa scolarité.
Sa carrière littéraire s'arrête en 1941, au moment où elle est devenue membre de la Christian Science Church.

## Influences sur la Renaissance de Harlem
Bonner contribue de multiples manières à la Renaissance de Harlem. Ses écrits abordent les luttes des personnes qui vivent à l'extérieur de Harlem. Elle plaide contre le sexisme et le racisme et conseille aux autres femmes noires de garder le silence tandis qu'elles acquièrent la compréhension, la connaissance et la vérité pour lutter contre l'oppression de la race et du sexe. Elle encourage également les Afro-Américains à utiliser les armes de la connaissance, de l'enseignement et de l'écriture pour surmonter les inégalités. Contrairement à la plupart des écrivains de la Renaissance, elle concentre ses écrits sur les problèmes de Chicago et des environs. Plusieurs des nouvelles de Bonner traitent des obstacles auxquels les Afro-américaines se heurtent lorsqu'elles tentent de suivre l'appel de la Renaissance de Harlem pour s'auto-éduquer. Elle traite aussi des questions entourant la discrimination, la religion, la famille et la pauvreté.
Même si elle n'est pas souvent appréciée à son époque ni même aujourd'hui, l'une des plus grandes contributions de Bonner à la Renaissance de Harlem est peut-être la force de sa revendication d'une identité raciale. Les travaux de Bonner se concentrent sur la spécificité historique de son époque et de son lieu de vie plutôt que sur l'universalité d'un passé africain idéalisé. Dans « On Being Young - A Woman - And Colored », Bonner explore l'identité nécessairement superposée de la féminité noire, discutant des difficultés liées à l'appartenance à deux groupes opprimés. Elle le décrit comme un « groupe au sein d'un groupe » et discute des frustrations qui accompagnent l'expression de la colère, non seulement en tant que femme, mais en tant que femme noire.

## Vie personnelle
Pendant son séjour à Washington DC, Bonner rencontre William Almy Occomy. Ils se marient et s'installent à Chicago, où la carrière d'écrivain de Bonner démarre. Après avoir épousé Occomy, elle commence à écrire sous son nom de femme mariée. Après 1941, Bonner renonce à publier ses œuvres et se consacre à sa famille et à ses trois enfants. Elle recommence à enseigner dans les années 1940 et prend finalement sa retraite en 1963.
Bonner décède le 6 décembre 1971, à 73 ans, à l'hôpital, des suites de complications liées à l'inhalation de fumée, après que son appartement ait pris feu.

## Héritage
Ces dernières années, l'exploration critique de Marita Bonner a sensiblement diminué, alors qu'elle atteint son apogée à la fin des années 1980. 
Xoregos Performing Company a présenté Exit : An Illusion dans son programme de 2015 « Harlem Remembered », répétant la pièce avec une distribution différente dans son programme « Songs of the Harlem River » au Dream Up Festival de New York, du 30 août au 6 septembre 2015. « Songs of the Harlem River » a ouvert le Langston Hughes Festival dans le Queens, NY, le 13 février 2016.
Les écrits et documents de Bonner sont consultables au Radcliffe College Archives.

## Œuvres
L'ensemble des écrits Marita Bonner sont catalogués à la bibliothèque de l'université Villanova située à Radnor Township, dans la banlieue de Philadelphie, en Pennsylvanie.

### Œuvres complètes
- Frye Street & Environs: The Collected Works of Marita Bonner, Beacon Press, 1er janvier 1987, 330 p. (ISBN 9780807063002, lire en ligne)

### Nouvelles
- (en-US) The Hands - A Story  dans Opportunity : A Journal of Negro Life, traduit par Ciani-Sophia Hoeder (no 3), août 1925, p. 235–237
- (en-US) The Prison-Bound dans The Crisis (no 32), septembre 1926, p. 225–226
- (en-US) Nothing New dans The Crisis (no 33), novembre 1926, p. 17-20
- (en-US) One Boy's Story dans The Crisis (pseudonyme Joseph Maree Andrew) (no 34), novembre 1927, p. 297–299, 316–320
- (en-US) Drab Rambles dans The Crisis (no 34), décembre 1927, p. 335–336, 354–356
- (en-US) A Possible Triad of Black Notes, Part One dans Opportunity (no 11), juillet 1933, p. 205–207
- (en-US) A Possible Triad of Black Notes, Part Two : Of Jimmie Harris dans Opportunity (no 11), août 1933, p. 242–244
- (en-US) A Possible Triad of Black Notes, Part Three : Three Tales of Living Corner Store dans Opportunity (no 11), septembre 1933, p. 269–271
- (en-US) Tin Can dans Opportunity (no 12), juillet 1934 et août 1934, p. 202–205 et 236–240
- (en-US) A Sealed Pod dans Opportunity (no 14), mars 1936, p. 88–91
- (en-US) Black Fronts dans Opportunity (no 16), juillet 1938, p. 210–214
- (en-US) Hate is Nothing dans The Crisis (pseudonyme Joyce M. Reed) (no 45), décembre 1938, p. 388–390, 394, 403–404
- (en-US) The Whipping dans The Crisis (no 46), janvier 1939, p. 172–174
- (en-US) The Makin's dans Opportunity (no 17), janvier 1939, p. 18-21
- (en-US) Hongry Fire dans The Crisis (no 46), décembre 1939, p. 360-362, 376–377
- (en-US) Patch Quilt dans The Crisis (no 47), mars 1940, p. 71, 72, 92
- (en-US) One True Love dans The Crisis (no 48), février 1941, p. 46–47, 58–59

### Essais
- (en-US) On Being Young–A Woman–And Colored dans The Crisis, décembre 1925
- (en-US) The Young Blood Hungers dans The Crisis (no 35), mai 1928, p. 151, 172
- (en-US) Review of Autumn Love Cycle, by Georgia Douglas Johnson dans Opportunity (no 7), avril 1929, p. 130

### Drame
- (en-US) The Pot-Maker (A Play to be Read) dans Opportunity (no 5), février 1927, p. 43–46
- (en-US) The Purple Flower dans The Crisis, 1928
- (en-US) Exit - An Illusion dans The Crisis (no 36), octobre 1929, p. 335–336, 352

## Voir également
- Culture afro-américaine
- Histoire des Afro-Américains
- Littérature noire américaine
- Daughters of Africa